# Lahae
Lahae ist ein osttimoresischer Suco im Verwaltungsamt Aileu (Gemeinde Aileu).

## Geographie
Der Suco liegt im Süden des Verwaltungsamts Aileu. Nordöstlich befindet sich der Suco Bandudato, östlich der Suco Lequitura, südwestlich der Suco Fatubossa und nordöstlich der Suco Liurai. Im Südosten grenzt Lahae an die Gemeinde Ainaro mit ihrem Suco Maubisse (Verwaltungsamt Maubisse). Durch den Norden von Lahae fließt der Daisoli, ein Nebenfluss des Nördlichen Laclós. Lahae hat eine Fläche von 4,45 km².
Der Suco teilt sich in die fünf Aldeias Denhuni, Eralolo (Erelolo, Erebolo), Lacasori, Lahae und Riatelo.
Durch den Norden von Lahae und grob entlang der Grenze zu Bandudato führt die Überlandstraße von Aileu Vila nach Maubisse. An ihr liegen im Nordwesten von Lahae die Orte Denhuni (Denehuni, Denehuru), Lahae und Tuan und im Osten der Ort Lacasori (Lakasori).

## Einwohner
In Lahae leben 1.163 Einwohner (2022), davon sind 588 Männer und 575 Frauen. Im Suco gibt es 199 Haushalte. Fast 72 % der Einwohner geben Mambai als ihre Muttersprache an. Mehr als 27 % sprechen Tetum Prasa.

## Politik
Bei den Wahlen von 2004/2005 wurde Vasco Rosario de Fatima zum Chefe de Suco gewählt und 2009 in seinem Amt bestätigt. Bei den Wahlen 2016 gewann Domingos Mesquita und 2023 Felizberto Manu Foni da Gomes.